# Schützenpanzer Lang HS.30
Le Schützenpanzer Lang HS.30, officiellement Schützenpanzer, lang, Typ 12-3, ou SPz lg 12-3 en abrégé (« blindé d'infanterie, long, type 12-3 », en français), est un véhicule de combat d'infanterie ouest-allemand développé de 1956 à 1958 par le constructeur automobile suisse Hispano-Suiza, et équipé d'un moteur Rolls-Royce ainsi que d'un canon mitrailleur de 20 mm. Initialement prévu pour être produit à 10 680 exemplaires, sa production est finalement limitée à 2 176 véhicules en raison de problèmes mécaniques et de conception majeurs.
Le Schützenpanzer Lang HS.30 entre en service dans la Bundeswehr en 1960, mais sa production est interrompue en 1962, et il commence à être remplacé par le Marder à partir de 1971.

## Contexte et conception

### Doctrine d'emploi et cahier des charges
L'Allemagne de l'Ouest intègre l'OTAN en 1955, après la signature des accords de Paris. Dès lors, le pays doit se constituer rapidement une armée à partir de rien et si possible à moindre coût.
Dans le cadre de ce réarmement, la RFA doit se doter de véhicules de combat d'infanterie pour les troupes mécanisées de la nouvelle Bundeswehr, un élément désormais essentiel des armées. Le choix de ce véhicule blindé est dicté autant par des facteurs militaires que politiques et économiques, qui ne coïncident pas toujours à ce moment en Allemagne. Les préférences militaires portent sur un véhicule comme l'AMX-13 VCI français, mais son coût unitaire est jugé trop élevé. Le véhicule blindé de transport de troupes américain M59 (en) est quant à lui écarté car jugé trop grand et trop lourd pour correspondre à la doctrine envisagée. Le manque d'intérêt de l'industrie ouest-allemande pour la construction d'armes pose également problème: depuis la Seconde Guerre mondiale, l'Allemagne n'a pas le droit d'exporter des armes, de sorte que l'investissement dans le développement d'un véhicule blindé de transport de troupes, le financement de sa conception ou la formation de la main-d'œuvre ne génère aucune perspective de profit à l'international.
Pour des raisons politiques, le pays préfère également se tourner vers ses alliés pour commander des véhicules blindés et soutenir leurs économies en difficulté. Le Schützenpanzer SPz 11-2 Kurz (dérivé du Hotchkiss TT 6) est donc commandé à la France pour disposer d'un blindé de reconnaissance. Les États-Unis fournissent quant à eux des chars, des M41 Walker Bulldog et M47 Patton.

Dès octobre 1953, l'Allemagne de l'Ouest réfléchit à la conception d'un véhicule blindé de combat d'infanterie (VBCI). Le véhicule souhaité doit être chenillé, blindé, armé d'un canon-mitrailleur de gros calibre et résister aussi bien aux éclats d'obus et munitions légères qu'aux matières incendiaires et aux conditions d'un environnement irradié par des armes nucléaires. Ces premières exigences sont précisées en 1956 par le Ministère fédéral de la Défense: le véhicule doit ne pas dépasser 15 tonnes et avoir un profil bas, pouvoir accueillir douze soldats, disposer d'un rapport puissance/poids de 20 chevaux par tonne et être le véhicule de base d'une « famille de blindés » avec un blindage frontal d'au moins 30 mm et un blindage latéral de 20 mm. Il doit en outre pouvoir résister contre les munitions jusqu'à un calibre de 20 mm, être entièrement verrouillable contre la menace NRBC, atteindre une vitesse d'environ 60 km/h sur le champ de bataille, utiliser un moteur polycarburant, être amphibie, disposer d'un canon-mitrailleur de 20 mm et de deux mitrailleuses légères, d'une arme antichar et doit enfin pouvoir être produit en masse à bas coût. Ce cahier des charges est rédigé en grande partie par d'anciens commandants de la Wehrmacht qui avaient acquis de l'expérience opérationnelle avec les différentes versions des SdKfz. 250 et 251 pendant la Seconde Guerre mondiale, comme Ferdinand Maria von Senger und Etterlin (en) et Eike Middeldorf (de), entre autres.
| Photo couleur d'un véhicule blindé à chenille en exposition en extérieur · Photo couleur d'un véhicule blindé à chenille sur lequel on peut voir 2 hommes casqués et en uniforme. |

### Conception et fabrication
Un Appel d'offres pour le développement d'un blindé correspondant au cahier des charges ouest-allemand est lancé en 1956. Le bureau d'étude Werneke, de Düsseldorf, y répond, ainsi que le constructeur automobile helvético-espagnol Hispano-Suiza. C'est finalement ce dernier qui remporte l'offre, le 30 novembre 1956, avec le HS.30. Hispano-Suiza remplit en effet toutes les conditions et propose un prix avantageux de 146000 Deutsche Mark par unité. Cependant, l'expérience d'Hispano-Suiza dans le domaine des véhicules blindés se limite à un véhicule anti-aérien léger produit en 1955, et le bureau d'étude SEAM (basé à Paris) à qui est confiée la conception du VBCI n'en a jamais conçu auparavant. Cette inexpérience mènera au final à de graves défauts dans la conception des chenilles, de la direction, de la transmission, des suspensions et des sièges du véhicule.
La fabrication du HS.30 doit être répartie entre trois entreprises: Hanomag à Hanovre, Henschel à Cassel (réunies dans un consortium nommé A.G.K) et par MARC, la filiale anglaise d'Hispano-Suiza. Le nombre final de véhicules est constamment réduit au cours de la production, passant de 10 680 à 6202 dès novembre 1956, puis à 4412 l'année suivante, puis à 2027 véhicules en 1958. Ces réductions sont les conséquences de difficultés dans la fabrication. Celle-ci prend du retard dès le début en raison de plans insuffisants fournis par Hispano-Suiza à A.G.K. En octobre 1957, l'essai désastreux d'un premier prototype montre un véhicule dysfonctionnel. Peu de temps après, MARC transfère sa production à Leyland Motors sans même en avertir le ministère de la Défense ouest-allemand. Tous ces problèmes entraînent un litige entre le gouvernement ouest-allemand et Hispano-Suiza, et la fabrication du HS.30 s'achève finalement en 1962 avec un total de 2176 véhicules produits pour un coût de 517 548 248,79 deutsche mark.

## Histoire opérationnelle

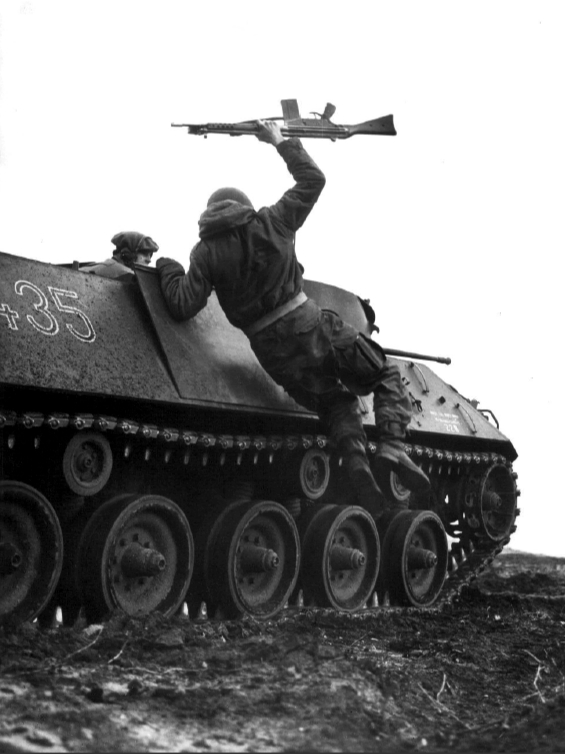
Un soldat allemand débarquant en sautant d'un HS.30. Les chenilles dépassent de la coque, ce qui constitue un risque pour les passagers lors d'un débarquement alors que le blindé est encore en mouvement.

Dès avril 1959, lors des phases d'essais, tous les HS.30 de l'école des troupes blindées de Munster (de) tombent en panne. Ces essais révèlent par ailleurs sept défauts majeurs et treize autres défauts mineurs. L'introduction du HS.30 dans les troupes de la Bundeswehr a cependant lieu à partir de septembre 1959, mais souvent avec des véhicules qui ne sont pas encore en état de marche ou fortement dysfonctionnels, ce qui lui vaut rapidement le surnom de « Heuler » (hurleur). Les défauts de fiabilité du HS.30 sont mis en évidence lors d'une course dans le Harz lors des phases d'essais du HS.30 entre ce dernier et des M59 (en) américains. Un seul blindé ouest-allemand réussit à franchir la ligne d'arrivée (seulement après de lourdes réparations en cours de route) tandis que tous les véhicules américains l'atteignent sans problème.
Les premiers modèles de production sont équipés d'une transmission SIDEBI, puis d'une transmission Wilson, qui posent toutes deux des problèmes et sont finalement remplacées sur tous les véhicules par une transmission Allison (en) en 1965/1966. Les chenilles d'Hispano-Suiza sont considérées comme étant d'une conception dépassée. Elles sont notamment sujette à une usure excessive et sont finalement remplacées sur tous les HS.30 par des chenilles produites par Backhaus KG.
Le Rolls-Royce B81 est considéré comme trop peu puissant, en particulier par rapport au char Leopard 1, mais lorsqu'il a été introduit, le HS.30 avait un rapport poids/puissance en théorie comparable à celui du char M41 avec lequel il était censé travailler. La vitesse réelle des HS.30 doit cependant être limitée à 15 ou 20 km/h en tout-terrain par crainte de briser les ressorts hélicoïdaux des suspensions, trop faibles par rapport au poids du blindé. Hispano-Suiza indique elle-même que la Bundeswehr avait demandé une puissance de 20 ch par tonne lors de la conception, ce qui aurait été satisfait par un moteur de 200 chevaux (150 kW) sur le modèle initial de 10 tonnes, mais que le ministère de la Défense avait ensuite demandé un blindage plus épais de 30 mm à l'avant et de 20 mm sur les côtés, opté pour un armement de 800 kg au lieu des 200 kg initiaux et voulu un groupe complet de Panzergrenadiers comme passagers, ce qui rend le véhicule final plus long et plus lourd. Toute la partie arrière du HS.30 doit être retirée du véhicule pour avoir un accès complet au moteur, ce qui nécessite la dépose des deux chenilles, de 64 boulons et de toutes les connexions, ce qui prend beaucoup de temps par rapport à des véhicules contemporains ou plus modernes.

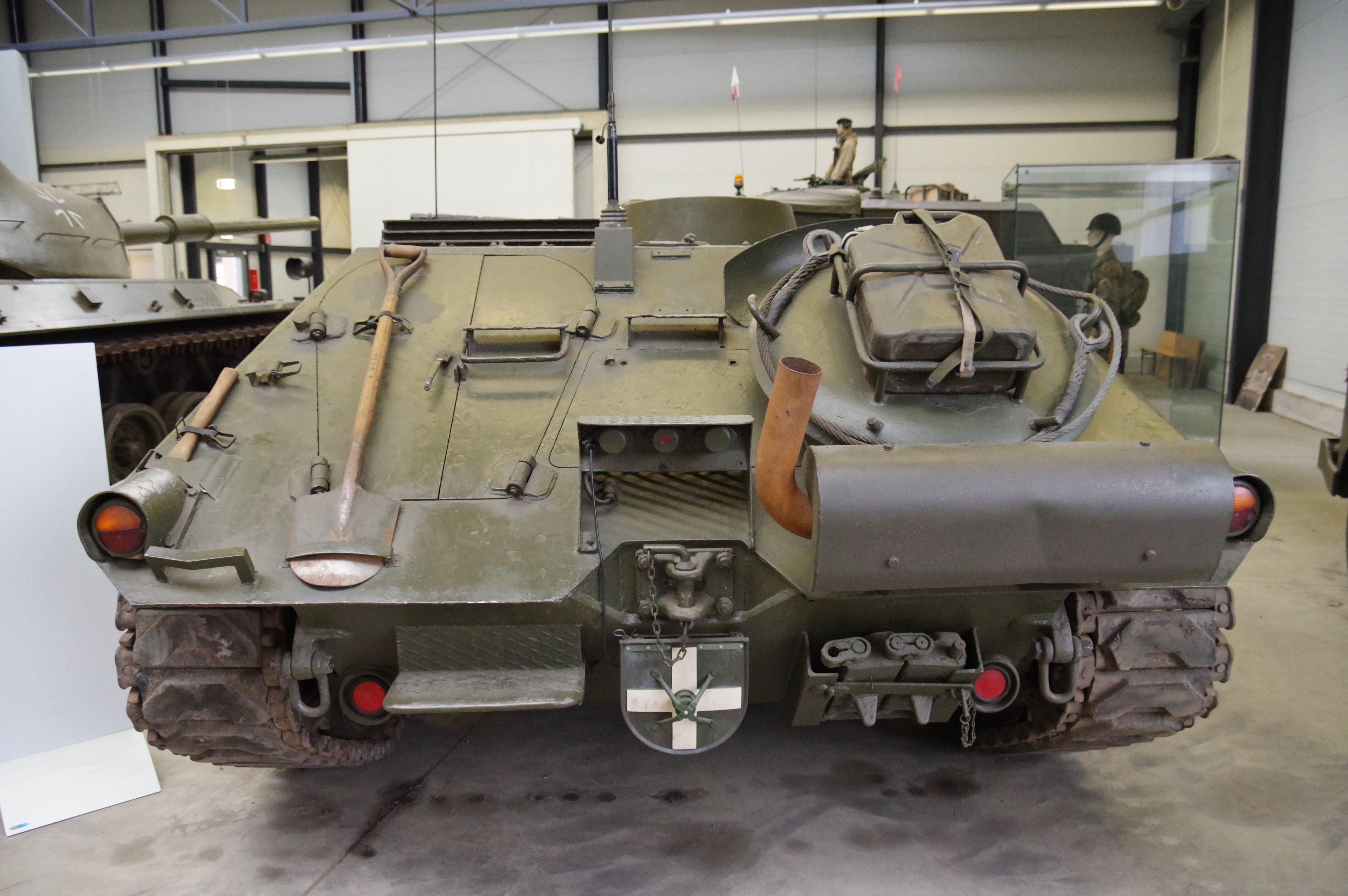
Arrière du HS.30, sur lequel on peut voir (à gauche) la porte arrière inutilisable.

L'infanterie peut quitter le HS.30 en utilisant deux grandes trappes sur le dessus, une trappe d'urgence dans le plancher et, selon la planification initiale, une porte à l'arrière. Cette dernière est restée sur le véhicule final, mais a été rendue inutilisable pour les soldats, les concepteurs ayant bloqué le passage entre la porte et le compartiment des troupes avec des composants liés au moteur. Le seul moyen standard de sortir est donc de grimper sur le toit et de sauter par les côtés. Cette méthode expose non seulement les soldats aux tirs potentiels de l'ennemi, mais est également dangereuse car les chenilles dépassent de la coque et risquent de happer les jambes des soldats.

## Scandale politique
Le processus de conception et de production calamiteux des HS.30 engendre dès son commencement des rumeurs dans les milieux politiques et journalistiques ouest-allemands. Plusieurs séries d'articles sur le sujet vont déclencher un scandale politique en RFA dans les années 1960.

### Premières révélations
Une première série d'articles sur le HS.30 est publiée à partir de 1958 par Peter Miska, un ancien maçon ayant atteint le grade de lieutenant dans la Wehrmacht pendant la guerre et reconverti dans le journalisme après sa libération d'un camp de prisonniers britanniques. En 1958, il travaille depuis une décennie au Frankfurter Rundschau et est considéré comme un journaliste respectable. Miska (opposé au réarmement de l'Allemagne) se penche dès 1957 sur les liens entre personnalités politiques et industrie de l'armement.
En décembre 1958, Peter Miska publie une série d'articles intitulés « Das Geschäft seines Lebens » (« La transaction de sa vie »), dans lesquels il revient sur le processus d'achat des HS.30 en se demandant comment une entreprise sans expérience dans la construction de blindés a pu se voir confier la production de milliers de véhicules, sans même fabriquer un seul prototype. Les articles pointent la responsabilité de l'agent général d'Hispano-Suiza, Conrado José Kraémer, qui exerce un lobbying auprès des fonctionnaires ouest-allemands, par exemple en leur offrant des dîners luxueux. Miska évoque également la responsabilité de réseaux de hauts-gradés de la Wehrmacht reconvertis dans la Bundeswehr et dans l'administration. Il n'évoque cependant pas les rumeurs de pots-de-vin qui courent à l'époque.

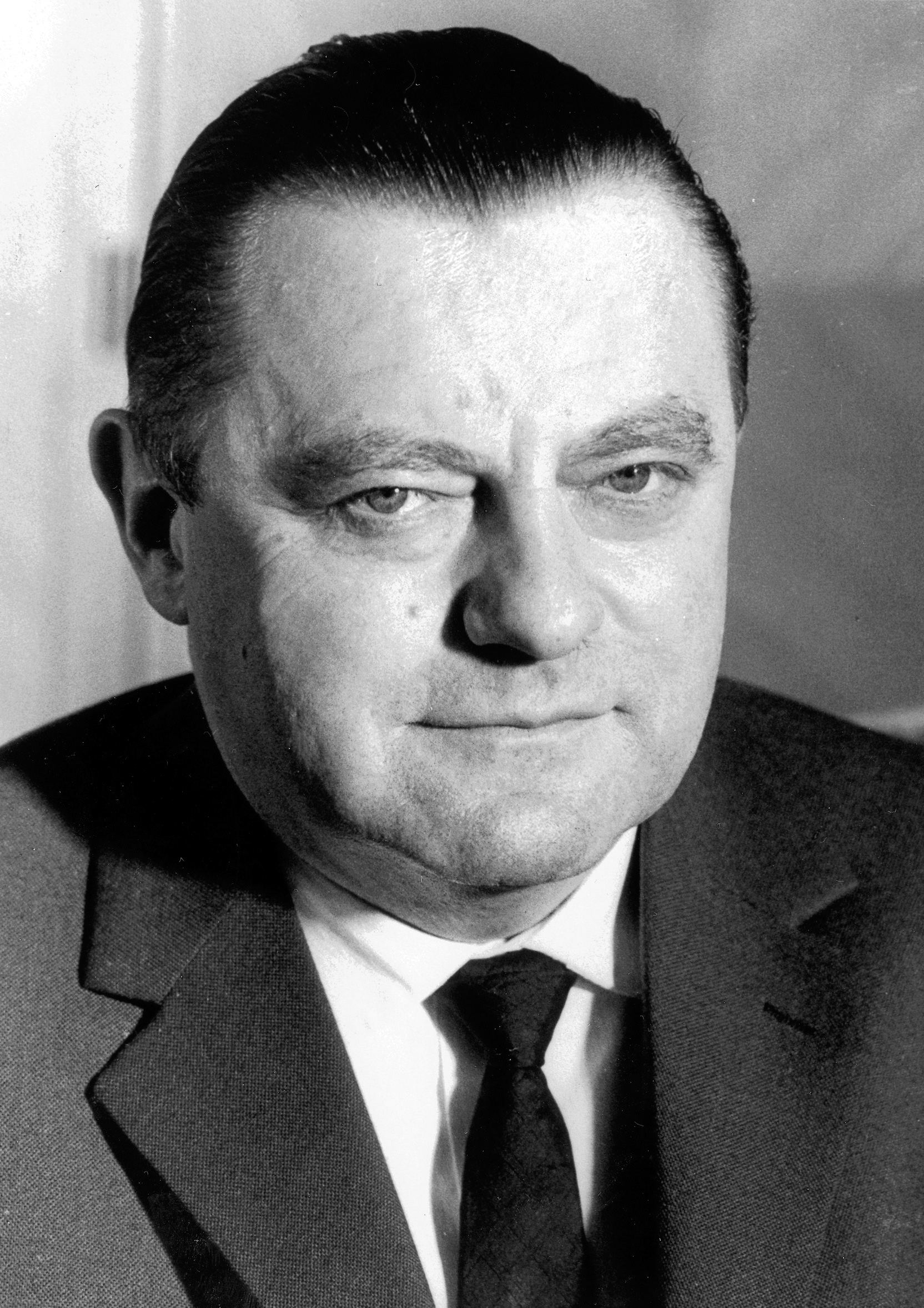
Franz Josef Strauss en 1956.

Les articles de Peter Miska passent relativement inaperçus, alors que la RFA est occupée par d'autres affaires de corruption, qui participent à la démission en 1962 du ministre de la Défense Franz Josef Strauss.

### Éclatement du scandale
Les irrégularités dans l'achat des HS.30 sont remises au jour en 1966 par deux autres journalistes : Gert von Paczensky et Bernt Engelmann. Tous les deux sont déjà connus du public pour être des journalistes mordants et provocateurs. Engelmann, particulièrement, entend critiquer les élites allemandes. Ensemble, les deux hommes fondent en février 1966 le magazine Deutsches Panorama. En juin de la même année, ils commencent à publier une série d'articles intitulés « Die Leiche im Keller der CDU » (« Le cadavre dans la cave de la CDU »), en se basant sur les articles de Peter Miska mais avec un ton bien plus offensif.
Engelmann revient notamment sur le passé trouble de Contrado José Kraémer, qui avait fait prospérer son entreprise de vente de voitures sous le nazisme, et accuse le gouvernement ouest-allemand de ne pas avoir fait assez de vérifications à son sujet. Il évoque également les circonstances de la mort soudaine d'Otto Lenz (en), un membre du Bundestag au cœur des procédures d'achat du HS.30, survenue le 2 mai 1957. Selon Engelmann, cette mort n'a rien de naturel. Dans un troisième article, Bernt Engelmann fait une liste de 18 « points louches » dans l'achat des HS.30, en évoquant pour la première fois les rumeurs de pots-de-vin impliquant des membres de la CDU et appelle à la création d'une commission d'enquête pour éclaircir tous ces points.

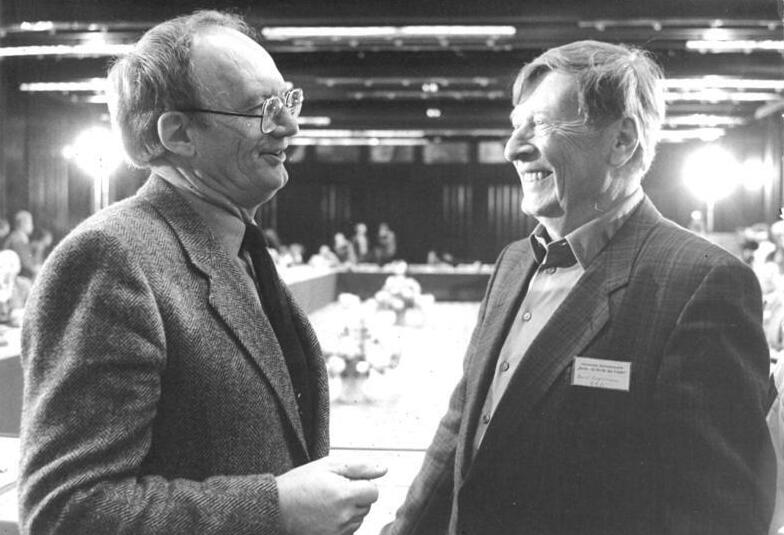
Bernt Engelmann en 1987 (à droite).

Contrairement à Peter Miska quelques années plus tôt, Gert von Paczensky et Bernt Engelmann réussissent à lancer le scandale en revenant sur le sujet dans chaque numéro de leur revue, en présentant des témoins et en adressant une lettre ouverte au chancelier Kurt Georg Kiesinger. Der Spiegel s'empare de l'affaire également, et la pression médiatique conduit à l'ouverture d'une commission d'enquête en mars 1967. Plusieurs poursuites pour corruption, abus de confiance et favoritisme sont lancées par von Paczensky et Engelmann (ainsi que d'autres citoyens allemands) mais l'enquête est clôturée en septembre 1968 bien que des actes de vénalité (cadeaux et dîners coûteux offerts à des fonctionnaires , etc.) aient été prouvés : ceux-ci sont prescrits.

### Commission d'enquête et fin du scandale
Après les révélations de von Paczensky et Engelmann, les médias ouest-allemands continuent à traiter l'affaire mais la commission d'enquête piétine et termine son travail en juin 1969 après 90 sessions sans grand résultat. Faute de témoignages probants et en raison de la très grande complexité de l'affaire, le rapport de la commission se limite à dire que le gouvernement de l'époque a fait une erreur en choisissant Hispano-Suiza mais qu'il n'y aucune preuve de pots-de-vin dans le processus d'achat.
Le magazine de von Paczensky et Engelmann met la clé sous la porte un an et demi après sa création en raison de difficultés financières, mais les deux hommes continuent à traiter des HS.30 et de sujets similaires au cours des décennies suivantes.

## Variantes
Conformément au contrat initial qui prévoyait que le Schützenpanzer Lang HS.30 serve de base à toute une famille de véhicules, Hispano-Suiza réalise un certain nombre de véhicules reprenant le châssis du HS.30 :
- Jagdpanzer JPZ 1-3 : chasseur de char basé sur un châssis de HS.30 sans tourelle et équipé d'un canon de 90 mm monté à l'avant. Ce projet n'a pas dépassé le stade du prototype[26].
- Panzermörser SPZ 52-3 : mortier automoteur basé sur un châssis de HS.30 sans tourelle et équipé d'un mortier de 120 mm qui remplace le compartiment des troupes. Il est également armé d'une mitrailleuse MG3 et de huit lance-fumigènes[26].
- Panzermörser SPZ 51-1 : Prototype développé avant le SPZ 52-3 et armé d'un mortier de 81 mm. Jugé trop faible, ce concept est finalement remplacé par le mortier de 120 mm du SPZ 52-3[26].

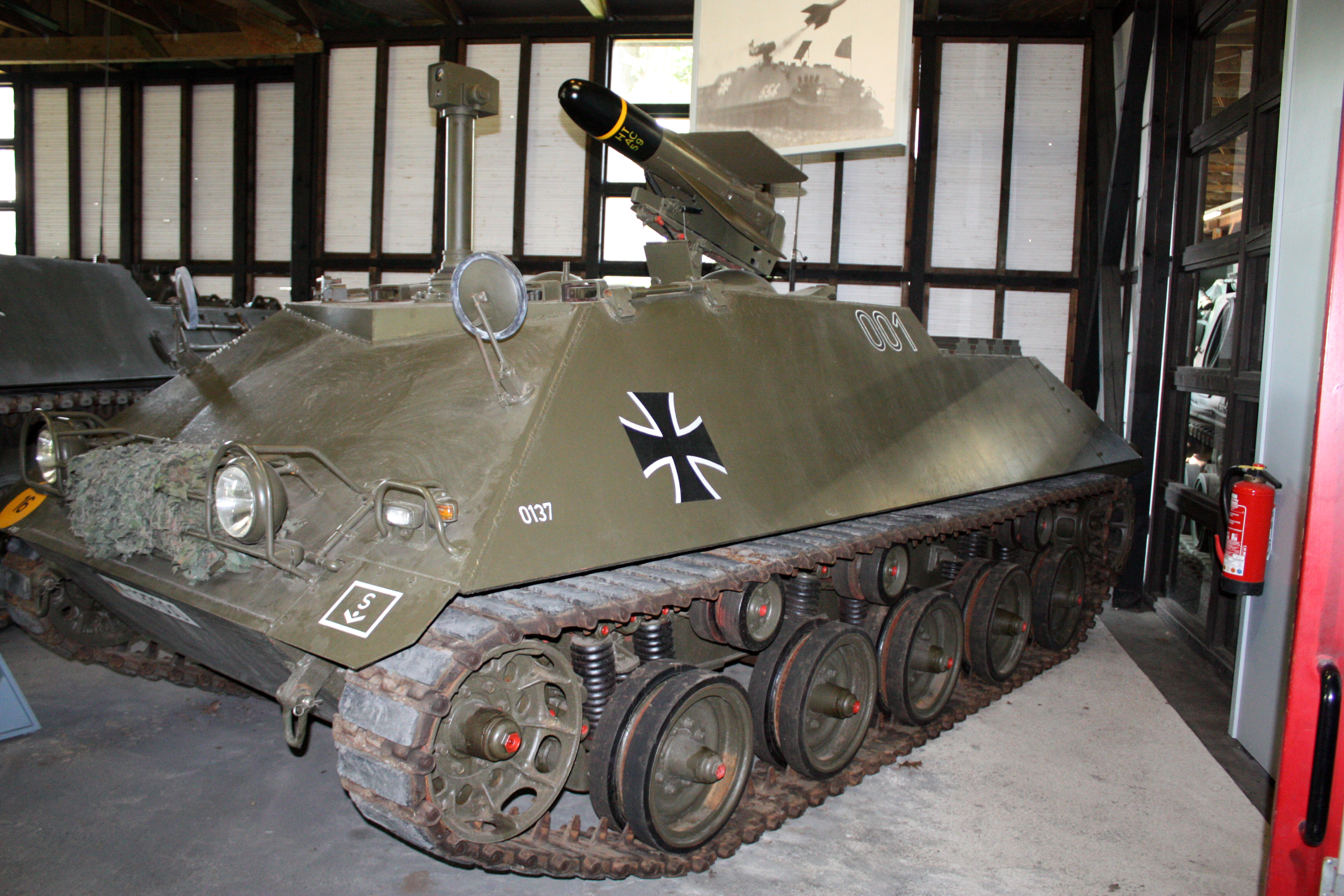
Jagdpanzer Rakete JPZ 3-3, avec un seul lance-missile SS-11 déployé.

- Jagdpanzer Rakete JPZ 3-3, avec un seul lance-missile SS-11 déployé.Jagdpanzer Rakete JPZ 3-3 ou Raketenjagdpanzer 1 : châssis et caisse de HS.30 sans tourelle mais armé de deux lance-missiles antichar français SS-11. Un seul des lance-missiles est visible à tout moment, puisque lorsque l'un d'entre eux est en position de tir, l'autre est rétracté dans le véhicule pour être rechargé[26].
- SPZ 21-3 Funkpanzer : véhicule de commandement et de radio[26].
- SPZ 81-3 Feuerleitpanzer : véhicule de commandement et de conduite de tir[26].

Le Schützenpanzer Lang HS.30 reçoit également au cours de son histoire opérationnelle un certain nombre de modifications expérimentales. En 1971, l'armée ouest-allemande teste le PARS.3, un HS.30 sans tourelle équipé d'un lance-missile BGM-71 TOW américain. Des HS.30 armés de missiles Milan, de canons sans recul M40 ou équipés de divers systèmes radars servent également dans la Bundeswehr.